# Myoxocephalus niger
Myoxocephalus niger — вид скорпеноподібних риб родини Бабцеві (Cottidae).

## Поширення
Риба зустрічається на північному заході  Тихого океану. Ареал виду включає північну частину Японського моря, південну частину Охотського і Берингове моря, тихоокеанські води Японії, Курильських островів і Камчатського півострова.

## Опис
На голові численні вусикоподібні придатки різної форми і розміру. Перші два промені спинного плавця зближені. Забарвлення тіла і плавців, особливо другого спинного і анального, майже чорне.